# An Vannieuwenhuyse
An Vannieuwenhuyse (Jette, 3 maart 1991) is een Belgische bobsleester.

## Levensloop
Zij is pilote bij het Belgische juniorenteam, de Junior Bullets. Op het wereldkampioenschap bobslee voor junioren van 2014 in Altenberg werd zij samen met Lies Defreyne derde. In 2018 (met Sophie Vercruyssen) en 2022 (met Sara Aerts) nam ze deel aan de Olympische Winterspelen in de tweemansbob.
In 2015 studeerde ze af als master in de revalidatiewetenschappen en kinesitherapie aan de Universiteit Gent. Ze woont in Lede.